# چیما دل اومو
چیما دل اومو (به لاتین: Cima dell'Uomo) یک کوه در سوئیس است که در کانتون تیچینو واقع شده‌است. چیما دل اومو ۲٬۳۹۰ متر بالاتر از سطح دریا واقع شده‌است.